# Населені пункти Естонії
Населені пункти Естонії не мають адміністративних функцій і можуть бути або окремими поселеннями, або частинами муніципалітетів. Група населених пунктів формується у волость з місцевою адміністрацією. Більшість міст утворюють окремі міські муніципалітети, але деякі об'єднані разом з навколишніми волостями.
Офіційно в Естонії існує 4 типи населених пунктів, яких станом на 2002 рік всього нараховується 4659, з них:
- міста (ест. linn) — 47
- містечка (ест. alev) — населений пункт з не менше 1000 постійних мешканців. Станом на 2022 рік — 13
- селища (ест. alevik) — населений пункт з не менше 300 постійних мешканців. Станом на 2012 рік — 173
- села (ест. küla) — населений пункт з менше 300 постійних мешканців. Станом на 2012 рік — 4430

## Містечка(ест.alev)
| Містечко                          | Повіт       | Статус | Населення, осіб | Рік  |
| --------------------------------- | ----------- | ------ | --------------- | ---- |
| Аегвійду (ест. Aegviidu)          | Гар'юмаа    | 1945   | 838             | 2012 |
| Вяндра (ест. Vändra)              | Пярнумаа    | 1945   | 2275            | 2012 |
| Кійлі (ест. Kiili)                | Гар'юмаа    | 2008   | 1461            | 2012 |
| Когіла (ест. Kohila)              | Рапламаа    | 1945   | 3550            | 2008 |
| Кохтла-Нимме (ест. Kohtla-Nõmme)  | Іда-Вірумаа | 1959   | 1017            | 2012 |
| Лавассааре (ест. Lavassaare)      | Пярнумаа    | 1949   | 496             | 2012 |
| Мар'ямаа (ест. Märjamaa)          | Рапламаа    | 1945   | 3108            | 2008 |
| Пайкузе (ест. Paikuse)            | Пярнумаа    | 2011   | 2609            | 2010 |
| Пярну-Яагупі (ест. Pärnu-Jaagupi) | Пярнумаа    | 1945   | 1291            | 2009 |
| Рааді (ест. Raadi)                | Тартумаа    | 2022   | 3000            | 2022 |
| Тоотсі (ест. Tootsi)              | Пярнумаа    | 1949   | 703             | 2012 |
| Ярваканді (ест. Järvakandi)       | Рапламаа    | 1945   | 1253            | 2012 |
| Ярва-Яані (ест. Järva-Jaani)      | Ярвамаа     | 1945   | 1051            | 2007 |